# Clistopyga maculifrons
Clistopyga maculifrons är en stekelart som beskrevs av Joseph Augustine Cushman 1921. Clistopyga maculifrons ingår i släktet Clistopyga och familjen brokparasitsteklar. Inga underarter finns listade i Catalogue of Life.